# Shin Hye-sung
Jung Pil Kyo (en hangul, 정필교; Seúl, 27 de noviembre de 1979), más conocido por su nombre artístico Shin Hye-sung, es un cantante y actor surcoreano, conocido por ser el vocalista principal del grupo masculino surcoreano Shinhwa. Su nombre artístico "Hye-sung" significa cometa y su nombre en inglés sería Steve Jung.

## Biografía

### 1998: Debut con Shinhwa
Hyesung audicionó en América a través de la compañía Brothers Entertainment siendo el primer miembro en formar parte de Shinhwa. Debutó oficialmente como parte de Shinhwa el 24 de marzo de 1998, con una actuación de su primer sencillo "해결사" (The Solver) en KM Music Tank. Desde entonces, ha publicado diez álbumes en coreano y un álbum de estudio en japonés s con Shinhwa.

### 2005: Carrera en solitario
Hyesung debutó como solista en 2005 con el lanzamiento de su solo álbum Love of May (오월지련, 五月之恋). Este álbum número uno en la lista de ventas en Japón en febrero de 2005, con 180.000 copias vendidas. Hyesung lanzó su segundo álbum, titulado The Beginning, New Days el 8 de agosto de 2007. Su canción, "First Person", fue #1 en elK-pop Top 10 chart. Su álbum vendió 30.000 copias en su primer día de lanzamiento y 50.000 copias en una semana.
Él ha lanzado ya cinco álbumes coreanos y dos álbumes de estudio en japonés.
En junio de 2011, después de lanzar su quinto álbum de estudio en coreano, The road not taken Hyesung una serie de performances en Seoul, Busan, y Shanghái. Él también consiguió un especial de dos días 2011 Tour in Seoul - The Road Not Taken Act II, en la Universidad de Kyung Hee el 3 y 4 de septiembre. En julio del año siguiente grabó un dúo con el exmiembro del grupo Exile Shunsuke Kiyokiba.

### 2012 - presente: Shinhwa"The Return"
En marzo de 2012, Hyesung se reunió con sus compañeros de Shinhwa para su regreso después de cuatro años (por el servicio militar de los cinco miembros restantes), bajo la dirección de 'Shinhwa Company'. Es una agencia de joint venture para los miembros del grupos, donde Eric y Lee Min-woo son codirectores generales y los restantes miembros son accionistas. La Compañía gestiona el grupo en su conjunto, mientras que las actividades individuales de los miembros son administrados por sus respectivas agencias. El grupo lanzó su décimo álbum de estudio The Return el 23 de marzo de 2012, poniendo en marcha sus conciertos de regreso 2012 Shinhwa Grand Tour: The Return y su exclusivo show de variedades Shinhwa Broadcastel cual se estrenó el 17 de marzo de 2012 en el canal de cable JTBC.
El 25 de marzo, durante la performance de 2012 Shinhwa Grand Tour in Seoul: The Return, Hyesung se lesionó la rodilla. Al principio de la presentación de la canción "Yo!", hicieron un alto salto en el escenario, pero no aterrizó de manera segura. Junjin en un capítulo de Shinhwa Broadcast dijo: "Nosotros pensamos que él había saltado demasiado alto" a lo que Hyesung simplemente asentía con la cabeza. Se rompió el ligamento cruzado y se dañó también el cartílago y ligamento que rodea el menisco, que requiere cirugía y seis meses de descanso. Hyesung se había roto previamente el ligamento cruzado de nuevo, una lesión con anterioridad durante un concierto en 2001, para la cual tuvo una cirugía correctiva en la rodilla izquierda, pero el ligamento cruzado de la rodilla derecha seguido sufriendo daños, por la que estaba exento del Servicio Militar Obligatorio surcoreano. Sin embargo, no se ha hecho la cirugía, pero ha continuado el tratamiento hasta el final de las actividades de promoción de Shinhwa s décimo álbum de estudio,The Return. Actuó cantando en una silla para su primer show comeback el 29 marzo el M! Countdown, donde realizaron "Venus" y "Hurt".
En septiembre, Hyesung junto con su compañero Lee Min-woo en el "West Bank Music Festival" en Shanghái del 30 de septiembre al 2 de octubre actuaron como representantes de K-Pop, junto con otros artistas internacionales como Michael Bolton frente a un público de 100.000 personas.

## Filmografía

### Programas de televisión
- 2005 Love Letter (ep 1 al 14) - SBS
- 2005 X-Man - SBS
- 2006 Heroine 6
- 2006 New X-Man - SBS
- 2006: Infinite Challenge - Quiz Challenge with Shinhwa (Temporada 4: Episodio 11 & 12) - MBC
- 2008 Family Outing (Ep 15 & 16) - SBS
- 2012 - 2014 Shinhwa Broadcast
- 2013: Running Man (ep 160-161) SBS
- 2013 SBS Barefooted Friends (ep 27)
- 2015: I Can See Your Voice (ep. #12 - temporada 2) - invitado Mnet
- 2012, 2013, 2015, 2016: Hello Counselor (ep 73, 123, 214 y 261) KBS2
- 2018: City Fisherman - junto a Lee Min-woo y Eric Mun[1]
- 2018: Idol Room - junto a Shinhwa
- 2018: 2 Days & 1 Night - invitado - junto a Shinhwa[2]

## Discografía

### Álbumes de estudio
| Álbum #                 | Información | Tracklisting |
| ----------------------- | --- | --- |
| 1st                     | Love of May - Publicado el: 6 de mayo de 2005 - Publicado bajo: Good Entertainment - Ventas: 183,463 copias - Posición en las listas: #2                                             | Ver listaTracklisting 1. 거울 (Mirror) 2. 떠나지마 (Don't Leave) 3. 같은생각 (Same Thought) 4. 벌 (Punishment) 5. Buen Camino feat. 강수지 (Kang Susie) 6. 눈물 (Tears) 7. Everything 8. Don't 9. 미안해... 널 잊어서...(I'm Sorry I Left You) 10. A song for you 11. 몰래 카메라 12. 사랑... 사랑... (Love...Love...) 13. 후에... (Later...) 14. 선물 (Present) |
| 1st (Special Edition)   | Love of May (Special Edition) - Publicado: 27 de agosto de 2005 - Publicado bajo: Good Entertainment                                                                                 | Ver listaTracklisting - Disc 1 - CD 1. 거울 (Mirror) 2. 떠나지마 (Don't Leave) 3. 같은생각 (Same Thought) 4. 벌 (Punishment) 5. Buen Camino feat. 강수지 (Kang Susie) 6. 눈물 (Tears) 7. Everything 8. Don't 9. 미안해... 널 잊어서...(I'm Sorry I Left You) 10. A song for you 11. 몰래 카메라 12. 사랑... 사랑... (Love...Love...) 13. 후에... (Later...) 14. 선물 (Present) 15. 괜찮아요 16. 같은생각 Instrumental - Disc 2 - VCD 1. 쇼케이스 영상 2. 자켓촬영 스케치 3. 테마영상 4. 테마영상 스케치 5. 같은 생각 M/V 6. 1집 활동스케치 7. 떠나지마 M/V 8. 떠나지마 M/V 스케치 9. Bonus Clip |
| 2nd                     | The Beginning, New Days - Publicado: 8 de agosto de 2007 - Publicado bajo: Good Entertainment - Ventas: 94,290 copies - Posición en las listas: #1                                   | Ver listaTracklisting 1. The Beginning 2. Island 3. 첫사람 (First Person) 4. 다알면서 (You Know it All) 5. 모든게 다 너야 (You are Everything) 6. 혼잣말 (Monologue) 7. 나이 (Age) 8. 여자들은 좋겠다 (Women Must Be Glad) 9. 눈물이 글썽 (Tearful Eyes) 10. 중심 (Center) 11. 우리가 처음 만난날 (The Day We First Met) 12. 悲의비 (Rain of Sorrow) 13. l Luv You |
| 2nd (Special Edition)   | The Beginning, New Days (Special Edition) - Publicado: 24 de octubre de 2007 - Publicado bajo: Good Entertainment - Reeditado: 22 de enero de 2014 - Reeditado bajo: Liveworks       | Ver listaTracklisting 1. The Beginning 2. Island 3. 첫사람 (First Person) 4. 다알면서 (You Know it All) 5. 모든게 다 너야 (You are Everything) 6. 혼잣말 (Monologue) 7. 나이 (Age) 8. 여자들은 좋겠다 (Women Must Be Glad) 9. 눈물이 글썽 (Tearful Eyes) 10. 중심 (Center) 11. 우리가 처음 만난날 (The Day We First Met) 12. 悲의비 (Rain of Sorrow) 13. l Luv You 14. 지우고, 버리고, 잊어도.. 15. 루(淚) 16. 안고 싶은데 |
| 3rd (Side I)            | Live and Let Live - Publicado: 26 de agosto de 2008 - Publicado bajo: Good Entertainment - Reeditado: 22 de enero de 2014 - Reeditado bajo: Liveworks                                | Ver listaTracklisting 1. Live and Let Live 2. Awaken 3. 그대라서 (Because of You) 4. 사랑하기 좋은 날 (A Good Day to Love) (Feat. Honey Lee) 5. Urban Fever (Feat. Showgun) 6. Waltz 7. Love Actually (Feat. Vink) 8. 피터팬의 세레나데 (Peter Pan's Serenade) 9. Promise (Feat. Park Seung Hwa) 10. 후유증 (Aftermath) 11. Awaken (Instrumental) 12. 그대라서 (Because of You) (Instrumental) |
| 3rd (Side II)           | Keep Leaves - Publicado: 17 de febrero de 2009 - Publicado bajo: Good Entertainment - Reeditado: 22 de enero de 2014 - Reeditado bajo: Liveworks                                     | Ver listaTracklisting 1. Keep Leaves..part1 2. 거짓말이라도 (Even If It's a Lie) 3. 왜 전화했어... (Why Did You Call...) 4. 내가 죽어가 (I'm About to Die) 5. 사랑병 (Disease of Love) 6. Keep Leaves..part2 7. Love Letter 8. Beautiful Girl 9. 그자리에서 (Here) 10. Still |
| 1st Japanese Album      | Find Voice in Song - Publicado: 24 de febrero de 2010 - Publicado bajo: Tokuma Japan Communications                                                                                  | Ver listaTracklisting 1. 虹の向こう (Over the Rainbow, title tract) 2. 君の夢 (Your Dream) 3. 友達 (Friend) 4. Night Date 5. Gone Today 6. コトバにできない 7. 僕らの永遠 (Our Eternity) 8. もっと君と (More with You) 9. 春の中で (In the Spring) 10. 銀河 (Galaxy) 11. 遠い世界 (Distant World) |
| 1st Japanese Collection | My Everything - Publicado: 24 de febrero de 2010 - Publicado bajo: Tokuma Japan Communications                                                                                       | Ver listaTracklisting 1. 鏡 (Mirror) 2. 同じ想い (Same Thought) 3. Buen Camino feat.カン・スジ 4. Everything 5. First Love (also known as First Person) 6. すべてが君だから (Everything is You) 7. 僕たちがはじめて出逢った日 (The Day We First Met) 8. 君だから (Because of You) 9. 後遺症 (Aftermath) 10. 嘘でも (Even if It's a Lie) 11. どうして電話したの… (Why Did You Call...) 12. 僕が死んでゆく (I'm Dying) 13. Love Letter 14. あなたですね with Lyn (It's You) 15. メアリ (Echo) 16. 恋人 (Lover) 17. どうして電話したの… (Why Did You Call... Japanese version) |
| 1st Best Korean Album   | The Cycle - Publicado: 19 de julio de 2010 - Publicado bajo: Liveworks | Ver listaTracklisting 1. EX-MIND 2. 사랑한다면... 3. 같은 생각 (1집 五.月.之.戀-2005) 4. Buen Camino (feat.강수지) (1집 五.月.之.戀-2005) 5. Island (2집 The Beginning, New Days…-2007) 6. 첫사람 (2집 The Beginning, New Days…-2007) 7. 우리가 처음 만난 날 (2집 The Beginning, New Days…-2007) 8. 그대라서 (3집 SIDE1 LIVE AND LET LIVE -2008) 9. 사랑하기 좋은 날 (Duet.이하늬) (3집 SIDE1 LIVE AND LET LIVE -2008) 10. Love Actually (feat. Vink) (3집 SIDE1 LIVE AND LET LIVE -2008) 11. 거짓말이라도 (3집 SIDE2 KEEP LEAVES-2009) 12. 왜 전화했어 (3집 SIDE2 KEEP LEAVES-2009) 13. 내가 죽어 가... (3집 SIDE2 KEEP LEAVES-2009) 14. Love letter (3집 SIDE2 KEEP LEAVES-2009) 15. 그대죠 (그 남자 그 여자 이야기-2008) 16. 메아리 (그 남자 그 여자 이야기-2008) 17. 애인 (All Star-2007) |
| 4th                     | The Road Not Taken - Publicado: 16 de junio de 2011 - Publicado bajo: Liveworks - Ventas: 16,496 (en junio de 2011, sólo en Corea)                                                   | Ver listaTracklisting 1. 다른 사람 사랑하지마 (Don't Love Anyone Else) 2. 째각째각 (Tic Tic) 3. 생각해봐요 (Think About It) 4. 조금 더 가까이 ft. 영준 (Just a Bit More) 5. Special Love 6. 별을 따다 (Pick a Star) 7. 이별을 꿈꾸다 (Dreaming of Breaking Up) 8. 너 없인 (Without You) 9. Before & After 10. 안녕 그리고 안녕 ft. 남규리 and Eric (Hello and Goodbye) |
| 1st Winter Album        | Embrace - Publicado: 27 de diciembre de 2011 - Publicado bajo: Liveworks - Ventas: 6,571 (en diciembre de 2011, sólo en Corea) - Posición en las listas: #1 (semanal), #12 (mensual) | Ver listaTracklisting 1. Fall (Intro) 2. 돌아와줘 (Come Back to Me) 3. Stay 4. 사랑해 (I Love You) 5. 내겐 꿈 같은 하루 ft. 박지윤 (A Day That's Like a Dream to Me) 6. 끝인사 (Last Farewell) 7. Goodnight (Outro) |
| 2nd Winter Album        | Winter Poetry - Publicado: 4 de diciembre de 2012 - publicado bajo: Liveworks - Ventas: 24,102 - Posición en las listas: #1                                                          | Ver listaTracklisting 1. 겨울 (Winter) 2. 끝인가봐요 (The End Should Go) 3. 너에게 전하지 못한 말 (Undelivered Message to You) 4. 그대라면 좋을텐데 (It Would Be Nice If It Were You) 5. 12월의 끝 (The End of the Month) 6. 불면증 (Insomnia) 7. 한 걸음을 더 (One Step More) 8. 지난 여름의 기억 (Memories of Last Summer) |

### Special album
| Álbum # | Información                                                                             | Tracklisting |
| ------- | --------------------------------------------------------------------------------------- | --- |
| 1st     | Japan Premium Winter Album - Publicado: 13 de marzo de 2013 - Publicado bajo: Liveworks | Ver listaTracklisting - Disc 01 1. 冬 2. 終わりみたい 3. 君に伝えられなかった言葉 4. With You 5. 1 2 月の終わり 6. 不眠症 7. もう一歩 8. あの夏の記憶 - Disc 02 1. Fall (intro) 2. 帰ってきて 3. Stay 4. 愛してる 5. 私には夢のような一日 6. 最後の挨拶 7. Goodnight (outro) |

### Álbum en vivo
| Álbum # | Información | Tracklisting |
| ------- | --- | --- |
| 1st     | 2012-2013 Shin Hye Sung Concert The Year`s Journey - Publicado: 30 de agosto de 2013 - Publicado bajo: Liveworks - Ventas: 10,000 (en septiembre de 2013, de acuerdo con las listas de Gaon, sólo en Corea) - Posición en las listas: #8 | Ver listaTracklisting 1. 겨울 (Intro) 2. 그대라면 좋을텐데 (It'd Be Nice If It Were You) 3. Stay 4. 돌아와줘 (Come Back) 5. Awaken 6. Gone Today 7. 낭만 고양이 (Sweet Little Kitty) 8. Special Love 9. 중심 (Island) 10. 불면증 (Insomnia) 11. 끝인가봐요 (Seems Like This Is The End) 12. 조금 더 가까이 (A Little Closer) 13. 하얀 겨울 (White Winter) 14. 사랑해 (I Love You) 15. 같은 생각 (Same Thought) 16. Countdown ~Happy New Year~ 17. 별을 따다 (Star Falling From The Sky) 18. 하늘을 달리다 (Running In The Sky) 19. 지난 여름의 기억 (Memories Of The Last Summer) 20. 한걸음을 더 (One More Step) 21. 말리꽃 (Malri Flower) 22. 준비없는 이별 (Unprepared Farewell) |

### Conciertos en DVD
| Title                                                | Information                                                                              | Tracklisting |
| ---------------------------------------------------- | ---------------------------------------------------------------------------------------- | --- |
| First Tour In Seoul                                  | - Publicado: 21 de abril de 2008 - Publicado bajo: Good Entertainment - Idioma: Coreano  | Ver listaTracklisting - Disc 1 1. INTRO 2. ISLAND 3. 거울 4. 첫 사람 5. DON'T 6. 중심 7. 미소 속에 비친 그대 8. 인형 (with 이지훈) 9. 숨 (with 강타, 이지훈) 10. 사랑… 후에 (with 린) 11. 우리가 처음 만난 날 12. HONEY 13. 사랑스러워 14. 너만을 느끼며 (with 전진) 15. 애인 16. 모든 게 다 너야 17. 발걸음 18. 그대에게 19. 같은 생각 20. Credits - Disc 2 01. CONCERT BEHIND STORY - BRAND NEW (ENCORE) - TALK with SHINHWA (1) - TALK with SHINHWA (2) - GO TO THE BACKSTAGE 02 . MULTI ANGLESS "HONEY" 03 . VERSE II - HIGHLIGHT 1 Island 2 나이 3 여자들은 좋겠다 4 눈물이 글썽 5 아기공룡 둘리 6 밤이면 밤마다 (WITH REMIND) 7 슬픈 인연 8 모든 게 다 너야 9 지우고… 버리고…잊어도... 10 TELL ME (WITH WONDER GIRLS) 11 이차선 다리 (TROT + ROCK Ver.) 12 챔피언 (ROCK + DANCE Ver.) - Fllow On - VCR Collection 04 . JAPAN TOUR STORY |
| Live Tour Side 1 - Live And Let Live In Seoul        | - Publicado: 31 de agosto de 2009 - Publicado bajo: Good Entertainment - Idioma: Coreano | Ver listaTracklisting - Disc 1: The Concert 1. EVERYTHING 2. 후유증 3. ISLAND 4. I LUV YOU 5. 피터팬의 세레나데 6. LOVE ACTUALLY 7. 중심 8. I’LL MAKE LOVE TO YOU + END OF THE ROAD 9. CHANGE THE WORLD 10. 모르겠나요 11. 메아리+PURPLE RAIN 12. 아름다운이별 13. 몰래 카메라 14. URBAN FEVER 15. AWAKEN 16. 어디선가 나의 노랠 듣고 있을 너에게 17. 천일동안 18. 선물 19. 그대라서 - Disc 2: Special Feature Special Stage 1. 닥터피쉬 (WITH 유세윤) 2. Thank to. (같은 생각) (Encore) Special Camera 그대라서 같은 생각 Concert Making 2008. 10. 18 in Seoul 2008. 11. 08 in Shanghai 2008. 11. 26 – 12. 01 in Japan |
| Keep Leaves Tour In Seoul                            | - Publicado: 28 de julio de 2010 - Publicado bajo: Good Entertainment - Idioma: Coreano  | Ver listaTracklisting - Disc 1 1. 거짓말이라도 2. AWAKEN 3. 중심 4. Don’t 5. 피터팬 세레나데 6. LOVE ACTUALLY + PRETTY GIRL 7. 몰래 카메라 8. 떠나지마 9. 우리가 처음 만난 날 10. BEAUTIFUL GIRL 11. LOVE LETTER 12. 내가 죽어가 13. TWIST AND SHOUT 14. 괜찮아요 15. 그것이 젊음 16. 애인 있어요 17. 옛사랑 18. 조조할인 19. 왜 전화했어 20. YOU RAISE ME UP 21. 그대라서 22. 같은 생각 - Disc 2 CONCERT SPECIAL |
| 2012 - 2013 Shin Hye Sung Concert The Year's Journey | - Publicado: 27 de diciembre de 2013 - Publicado bajo: Liveworks - Idioma: Coreano       | Ver listaTracklisting - Disc 1 1. Opening 2. 그대라면 좋을 텐데 3. Stay 4. 돌아와줘 5. Ment 6. Awaken 7. Gone Today 8. 낭만 고양이 9. Ment 10. Special Love 11. 중심 12. 불면증 13. 끝인가봐요 14. Ment 15. 조금 더 가까이 16. 하얀 겨울 17. Ment 18. 인형 19. Ment 20. 사랑해 21. 같은 생각 22. Twinkle+10minutes 23. Moves Like Jagger 24. 강남 스타일 - Disc 2 1. Ment - 2013 New Year Countdown 2. 별을 따다 3. 하늘을 달리다 4. 지난 여름의 기억 5. 한 걸음을 더 6. 말리꽃 7. 준비없는 이별 (Eencore) 8. Ending Roll |

### Photobook
- Sapporo Story Photo Essay (20 de diciembre de 2010)

### Varios
- 2014 Season's Greetings (24 de enero de 2014)

### Colaboraciones
- 2001

1. 이지훈 4.5집 Special With...(LeeJi Hoon 4.5 jib) – 인형 (Doll) (1 de febrero de 2001)
2. 수호천사 (Suho Chonsa) (4 de abril de 2001)
3. DJ철의 Cross Over Vol. 1 - Shining Good – Dog life (빛좋은 개살구) - Hyesung, Rap Eric, HuInChang (14 de octubre de 2001)
4. The Gift (1st Gift) -나를 받으옵소서 (12 de diciembre de 2001)

- 2003

1. ‘S’ : Fr.in.Cl 강타,신혜성,이지훈 (Kangta, Hyesung, Lee JiHoon) (Sep 25, 2003)

- 2004

1. ‘S’ : Fr.in.Cl 강타,신혜성,이지훈 (Kangta, Hyesung, Lee JiHoon) JPN version (Feb 25, 2004)
2. Lee Jihoon 이지훈 ('Trinity’) track 01. 이별이야기 (Hyesung, Lee JiHoon & Lee SoYoung) (19 de abril de 2004)
3. Shin Hye-sung - Take Me To Your Heart (23 de abril de 2004)
4. JangNaRa '나의 이야기'-연인 (Jang Nara with Hyesung) (20 de diciembre de 2004)
5. 통일염원 Special Album '사랑 (Love) - '그날이 오면' (Hyesung, Minwoo, Dongwan) (24 de diciembre de 2004)

- 2005

1. Michael Learns To Rock Ft. Shin Hye Sung: "Take Me To Your Heart" (from Greatest Hits Album All the Best Korean Ver., April 2005)

- 2006

1. 선민 Thanx 혜성 (‘SunMin thx Hyesung’) (31 de agosto de 2006)
2. Keep Holding U (With Sun Min ) (Track No. 1)
3. 옛사랑 [The Story Of Musicians] - 시를 위한 시 (신혜성) (Sep 14, 2006)
4. 컴필레이션 음반 [동화(冬話)] – Compilation songs Dong Hwa (22 de diciembre de 2006)
5. 사랑...후에 (Love…..after ) (신혜성, Lyn(린)) (Track No. 1.)

- 2007

1. Jo Young Soo "all star" album LOVER (enero de 2007)
2. Kim Dong Wan [Kim Dong Wan Is] - "Remaining Person (남은 사람)" duet with Kim Dong Wan (5 de julio de 2007)

- 2008

1. Shin Hye Sung & Lyn [He Said... She Said...] - "It's You" duet with Lyn (27 de febrero de 2008)
2. Social Enterprise logo song - "Beautiful Social Enterprise" (1 de julio de 2007)
3. I Love Asia Project - "Smile Again" various artists (julio de 2007)
4. Color Project [Color Purple] - "Purple Rain" a second special project album that highlights meeting between songwriters and singers (7 de julio de 2008)

### OST
- 2005

1. ‘S’ "Breath" on TV drama April Snow original soundtrack (8 de septiembre de 2005)
2. "Don't You Know (모르겠나요)" on TV drama Super Rookie original soundtrack (4 de mayo de 2005)
3. "I Promise" on TV drama The 101st Proposal original soundtrack (enero de 2005)

- 2006

1. "Ocean Blue" duet with Lee Min Woo on TV drama Let's Go to the Beach original soundtrack
2. "Day after Day" on Japanese drama Alone in Love original soundtrack (11 de mayo de 2006)
3. "You're Beautiful" He Who Can't Marry original soundtrack (2006)

- 2007

1. "You Are the Wind (그대는 바람)" on TV drama Bad Love original soundtrack (Dic 10, 2007)

- 2008

1. "Words Said by the Eyes" on TV drama Gourmet original soundtrack (Jun, 2008)
2. "Together Tetris" on Online Game Tetris Returns original soundtrack (23 de octubre de 2008)

- 2009

1. "You're Beautiful" on TV drama He Who Can't Marry original soundtrack (junio de 2009)

- 2010

1. "Timeless Memory" on Movie A Better Tomorrow original soundtrack (7 de septiembre de 2010)

- 2011

1. "Like Bitterness Like Admiration (如怨如慕/여원여모)" on KBS TV drama The Princess' Man original soundtrack (20 de julio de 2011)

### Composiciones
1. Shinhwa Vol. 2   "At Your Side (너의 곁에서)"
2. Shinhwa Vol. 3   "Never Come To Me"
3. Shinhwa Vol. 3   "Vortex"
4. Shinhwa Vol. 3   "Wedding March"
5. Shinhwa Vol. 4   "Hey, Come On"
6. Shinhwa Vol. 4   "Falling in Love"
7. Shinhwa Vol. 4   "Sure I Know"
8. Shinhwa Vol. 4   "바램 ( I Swear)"
9. Shinhwa Vol. 6   " Red Sunset (노을)"
10. Shinhwa Vol. 7   "Oh"  (compuesta junto a Minwoo)
11. Shinhwa Vol. 9   "Destiny of Love (흔적)"
12. Shin Hye Sung Vol. 1   "Don't Leave" (compuesta junto a JPS)
13. Shin Hye Sung Vol. 1   "Same Thought"  (compuesta junto a Park Chang Hyun)
14. Shin Hye Sung Vol. 1   "Punishment (벌)"  (compuesta junto a Kim Do Hyun)
15. Shin Hye Sung Vol. 1   "A Song For You"
16. Shin Hye Sung Vol. 1   "After... "
17. Shin Hye Sung & Lyn  [He Said... She Said...]   "Echo"
18. Group S Fr. in Cl   "I Swear"   (compuso las partes en inglés)
19. Group S Fr. in Cl   "I Believe"
20. S.E.S  Vol. 1   "Good-Bye"  (Rap de Eric)
21. S.E.S  Vol. 2   "Kiss"   (Rap de Eric)

### Shows musicales
- 2012 KBS Immortal Song
- 2013 MBC Remocon

## Premios
| Año  | Premios |  |
| ---- | --- |  |
| 2005 | - MKMF Best Ballad Category. - Golden Disk Award "Bonsang" - SBS Gayo Daejun "Bonsang"                                                                                  |  |
| 2007 | - Golden Disk Award "Bonsang" |  |
| 2008 | - Sohu Entertainment Sohu Han Yu's 2007 Awards: Annual Best Album - Sohu Entertainment Sohu Han Yu's 2007 Awards: Best MV - 2007 Model Ceremony Award: Popularity Award |  |
| 2014 | - China Top Hits Awards* Category:‘Popular Asian Singer’ |  |

### Mnet M! Countdown
| Año  | Fecha      | Canción                     |
| ---- | ---------- | --------------------------- |
| 2005 | May 26     | "같은 생각 (Same Thoughts)" |
| 2005 | 2 de junio | "같은 생각 (Same Thoughts)" |

### MBC Music Camp (Music Core)
| Año  | Fecha      | Canción                     |
| ---- | ---------- | --------------------------- |
| 2005 | May 28     | "같은 생각 (Same Thoughts)" |
| 2005 | 4 de junio | "같은 생각 (Same Thoughts)" |

### SBS Music Trend (Inkigayo)
| Año  | Fecha       | Canción                     |
| ---- | ----------- | --------------------------- |
| 2005 | June 5      | "같은 생각 (Same Thoughts)" |
| 2005 | 12 de junio | "같은 생각 (Same Thoughts)" |